# تاتسوهيكو سيتا
تاتسوهيكو سيتا، حارس مرمى ياباني، من مواليد 15 يناير 1952 بمحافظة إيواتي اليابانية، لعب في صفوف نادي كاشيوا ريسول الياباني، كما لعب أيضا في صفوف منتخب اليابان لكرة القدم.

## روابط خارجية
- تاتسوهيكو سيتا على موقع قاعدة بيانات كرة القدم.إي يو (الإنجليزية)
- تاتسوهيكو سيتا على موقع ناشيونال فوتبول تيمز (الإنجليزية)